# Грудная клетка

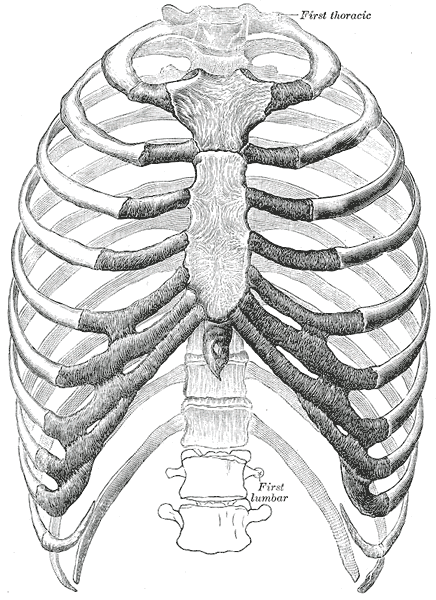
Кости грудной клетки человека

Грудна́я клетка, грудь (лат. Thorax) — одна из частей туловища. Образуется грудиной, 12 парами рёбер, грудным отделом позвоночника, а также мышцами. Грудная клетка содержит в себе грудную полость (Cavum thoracis), а также из-за изогнутости диафрагмы верхнюю часть брюшной полости. Укреплённая внутри и снаружи на грудной клетке дыхательная мускулатура обеспечивает дыхание у сухопутных позвоночных.
Грудная клетка по форме является конусом. Имеет два отверстия (апертуры) — верхнее и нижнее. Верхнее отверстие ограничено сзади телом I грудного позвонка, с боков — первыми рёбрами, спереди рукояткой грудины. Через него в область шеи выступает верхушка лёгкого, а также проходят пищевод, трахея, сосуды и нервы. Нижнее отверстие больше верхнего, оно ограничено телом XII грудного позвонка, XI и XII рёбрами и рёберными дугами, мечевидным отростком и закрывается диафрагмой.
Грудная клетка человека несколько сжата, её переднезадний размер значительно меньше поперечного. Форма грудной клетки зависит от пола, телосложения, физического развития и возраста.

## Типы грудных клеток
В зависимости от формы грудной клетки различают:
- Нормостеническая грудная клетка — характеризуется формой усечённого конуса, слабовыраженными над- и подключичными ямками.
- Астеническая грудная клетка — характеризуется небольшим диаметром и удлинённой формой, а ключицы, над- и подключичные ямки сильно выражены.
- Гиперстеническая грудная клетка — имеет хорошо развитую мускулатуру грудного отдела, по форме похожа на цилиндр — диаметр переднезаднего и бокового положений практически одинаковы.

## Возрастные особенности строения
Грудная клетка у новорождённых характеризуется конусовидной формой. У них передне-задний диаметр грудной клетки больше поперечного, а рёбра располагаются практически горизонтально. Расположение концов и головок рёбер имеет место на одном уровне, но когда с возрастом у ребёнка начинает преобладать грудной тип дыхания, положение грудины меняется. На протяжении первых двух лет жизни происходит быстрый рост грудной клетки. По достижении 7 лет темпы её роста замедляются, а в возрасте 7—18 лет происходит сильный рост среднего отдела грудной клетки. Подгрудинный угол у новорождённых достигает примерно 93°, на 1 году жизни — 68°, в 5 лет — 60°, по достижении 15 лет и у взрослого человека он составляет около 70°. Усиленные темпы роста грудной клетки у мальчиков наблюдаются с 12 лет, у девочек — с 11 лет. К 17—20 годам грудная клетка человека приобретает свою окончательную форму. У людей гиперстеников (брахиморфный тип телосложения) грудная клетка характеризуется конической формой, у астеников (долихоморфный тип телосложения) грудная клетка является более плоской.
В связи с увеличением грудного кифоза в старческом возрасте грудная клетка укорачивается и опускается.

## Суставы грудной клетки
Рёбра подвижно соединены своими задними концами с телами и поперечными отростками грудных позвонков при помощи рёберно-позвоночных суставов (articulationes costovertebrales), передними концами — соединены с грудиной при помощи грудино-ребёрных суставов (articulationes sternocostales).

## Содержимое грудной клетки
Грудная полость (лат. Cavum thoracis) — анатомическое пространство, ограниченное внутренней поверхностью грудной клетки и верхней поверхностью диафрагмы. Стенки грудной полости выстилает внутригрудная фасция (лат. fascia endothoracica). Центральные отделы грудной полости заняты средостением, по бокам от которого расположены лёгкие. Лёгкие со всех сторон окружены щелевидными плевральными полостями, сформированными висцеральным (внутренним) и париетальным (наружным) листками плевры.